# شبگرد سالوادوری
شبگرد سالوادوری (نام علمی: Caprimulgus pulchellus) نام یک گونه از تیره شبگردان است.